# Uma Aaltonen

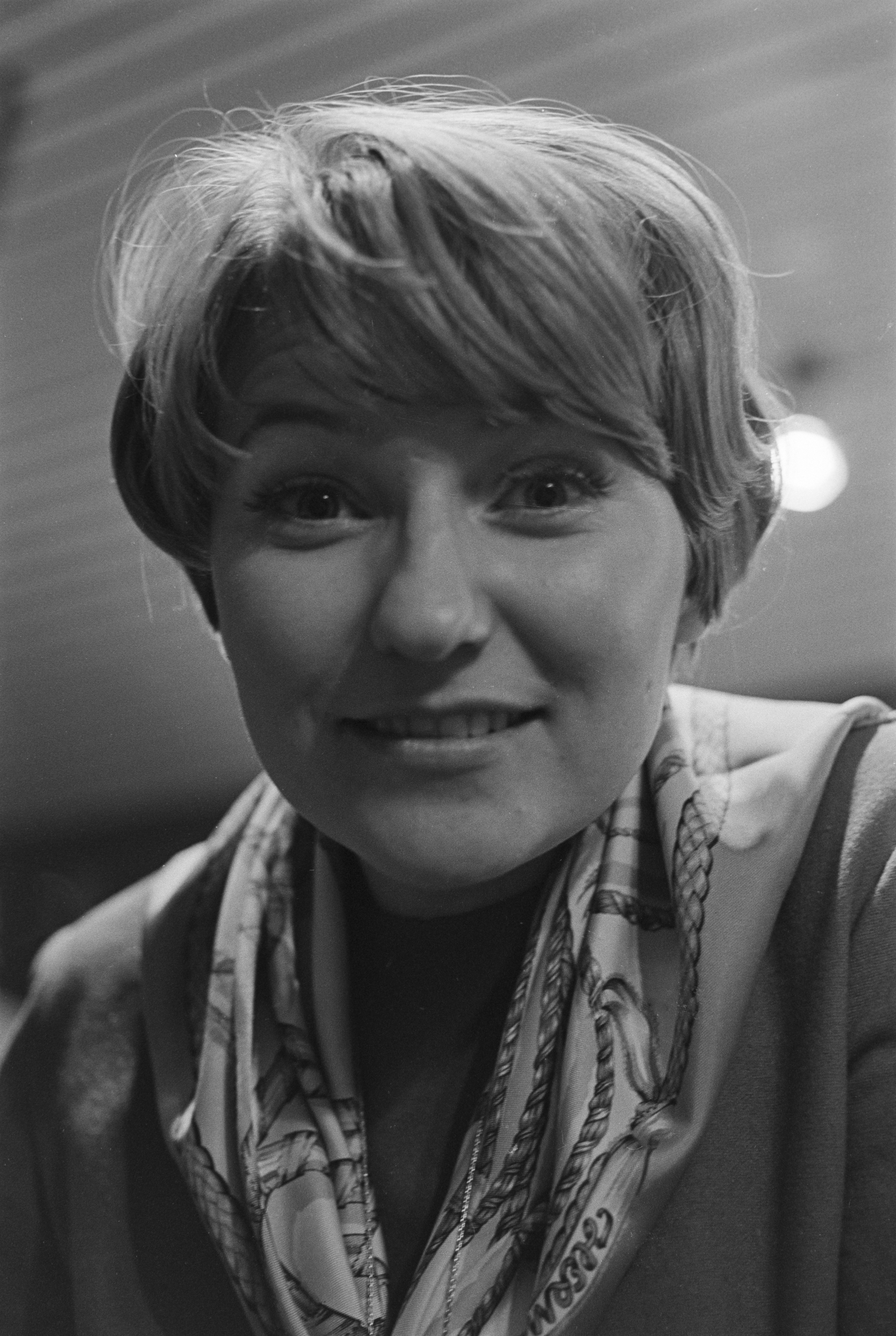
Uma Aaltonen (1969)

Ulla-Maija „Uma“ Aaltonen (* 28. August 1940 in Vihti; † 13. Juli 2009 in Helsinki) war eine finnische Autorin, Journalistin und Politikerin des Grünen Bunds.
Aaltonen erkrankte 1993 an Multipler Sklerose (MS) und engagierte sich in der Folge mit großem Einsatz für die Verbesserung der Lebensqualität und der Chancengleichheit in der Behandlung und Versorgung von MS-Erkrankten sowohl in Finnland als auch international (in der Multiple Sclerosis International Federation und der European Multiple Sclerosis Platform). In den Jahren 2003 und 2004 war sie kurzfristig als Mitglied der Fraktion der Grünen Abgeordnete im Europäischen Parlament, nachdem sie für Heidi Hautala nachgerückt war. Ihre Zeit im Europaparlament nutzte sie für die Erstellung eines offiziellen EU-Reports (Aaltonen-Report) zur Situation MS-Erkrankter in Europa.